# Wszerzecz
Wszerzecz – wieś w Polsce położona w województwie podlaskim, w powiecie łomżyńskim, w gminie Śniadowo.
Wierni kościoła rzymskokatolickiego należą do parafii św. Wojciecha Biskupa i Męczennika w Szczepankowie.

## Historia
W latach 1921–1939 wieś i folwark leżał w województwie białostockim, w powiecie łomżyńskim, w gminie Szczepankowo.
Według Powszechnego Spisu Ludności z 1921 roku zamieszkiwało:
- folwark – 103 osoby w 5 budynkach mieszkalnych
- wieś – 63 osoby, 57 było wyznania rzymskokatolickiego, 6 mojżeszowego. Jednocześnie 57 mieszkańców zadeklarowało polską przynależność narodową, 6 żydowską. Było tu 10 budynków mieszkalnych[8].

Miejscowość należała do parafii rzymskokatolickiej w Szczepankowie. Podlegała pod Sąd Grodzki i Okręgowy w Łomży; właściwy urząd pocztowy mieścił się w Łomży.
W wyniku napaści ZSRR na Polskę we wrześniu 1939 miejscowość znalazła się pod okupacją sowiecką. Od czerwca 1941 roku pod okupacją niemiecką. Od 22 lipca 1941 do 1945 włączona w skład Landkreis Lomscha, Bezirk Bialystok III Rzeszy.
W latach 1975–1998 miejscowość administracyjnie należała do województwa łomżyńskiego.
Wieś w XIV wieku była własnością opactwa Benedyktynów w Płocku. W latach 1975–1998 miejscowość administracyjnie należała do województwa łomżyńskiego.